# Bisbee (Dakota Północna)
Bisbee – miasto w Stanach Zjednoczonych, w stanie Dakota Północna, w hrabstwie Towner.